# Atatürk’ü Anma, Gençlik ve Spor Bayramı

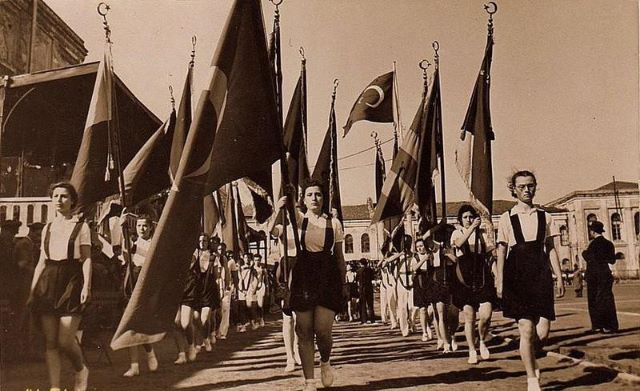
Fahnenparade der Mädchen beim Tag der Jugend- und Sport-Tag 1939

Atatürk’ü Anma, Gençlik ve Spor Bayramı (Atatürk-Gedenken, Jugend- und Sport-Tag) ist ein jährlicher Feiertag in der Türkei, welcher am 19. Mai begangen wird zur Erinnerung an Mustafa Kemals Landung in Samsun am 19. Mai 1919, was als Beginn des Türkischen Befreiungskrieges in der offiziellen Historiographie bezeichnet wird.

## Geschichte

### Gymnastik-Festival
Das erste İdman Bayramı (Gymnastik-Festival) wurde auf dem Sportfeld (heute: Şükrü Saracoğlu Stadium des Kadıköy İttihad Sports Union Club bis 1915) vom Erkek Muallim Mektebi (Lehrer-College für Jungen) auf persönliches Engagement von Selim Sırrı Tarcan (Tarcan Bey) hin ausgerichtet. Tarcan Bey war der Inspekteur des Bildungsministeriums des Osmanischen Reiches zu der Zeit. Nach einigen Quellen fand die erste Veranstaltung am 12. Mai 1916 statt. Selim Sırrı Tarcan selbst berichtete, es habe am 29. April 1916 stattgefunden. Selim Sirri Bey hatte eine Partitur schwedischer Volksmusik mit dem Titel Tre trallande jäntor („Drei singende Mädel“) und gefasst von Felix Körling. Dieses Stück Volksmusik wurde zum Gençlik Marşı („Dağ Başını Duman Almış“) mit türkischem Text von Ali Ulvi Elöve von 1917 und bei dem Fest erstmals aufgeführt.

### Mustafa Kemals Landung in Samsun
Mustafa Kemal Pascha wurde in seiner Funktion als Fahrî Yâver-i Hazret-i Şehriyâri (Aide-de-camp) ehrenhalber für seine Majestät den Sultan und als Mirliva (Admiral) am 30. April 1919 als Inspekteur der Neunten Armee beauftragt. Er sollte die Auflösung der Armee nach den Vorgaben des Vertrages von Sèvres beaufsichtigen und verließ Istanbul mit seinen Mitarbeitern an Bord des Dampfschiffes SS Bandırma in Richtung Samsun. Nach der Landung in Samsun am 19. Mai begann Mustafa Kemal jedoch entgegen seinen Befehlen die Türkische Nationalbewegung, wodurch letztlich der Türkische Befreiungskrieg begann, der zur Proklamation der Republik Türkei 1923 führte.
Mustafa Kemal und seine Mitstreiter verließen Samsun am 24. Mai zur Verlegung ihres Hauptquartiers nach Karageçmiş im Distrikt Havza. Hamza Eroğlu berichtet, sie hätten den Marsch Dağ Başını Duman Almış auf dem Marsch von Samsun nach Havza gesungen, und Şevket Süreyya Aydemir erzählt auch beim Verlassen von Havza nach Amasya sei der Marsch gesungen worden.

### Spätere Jahre
Bis dahin hatte der 19. Mai keine spezielle Bedeutung. Nur Atatürk hatte in seinem Buch Nutuk gesagt: Meine Herren, ich landete in Samsun am 19. Tag des Mai im Jahr 1919.
Mit dem Gesetz No. 3466 vom 20. Juni 1938 wurde der „19. Mai“ zum offiziellen Festival für Jugend und Sport. Der Marsch Dağ Başını Duman Almış wurde zum Gençlik ve Spor Bayramı Marşı (Marsch des Festivals für Jugend und Sport: Gençlik Marşı).

## Veranstaltungen
Zu den Feierlichkeiten gehören das Absingen der Nationalhymne, Besuche im Anıtkabir, Gedicht-Rezitationen, Paraden und Sportveranstaltungen und kulturelle Darbietungen wie Volkstänze und Drama-Aufführungen zum Gedenken an Atatürk und seine Mitstreiter am Beginn des Nationalen Kampfes 1919.
Auch in der Türkische Republik Nordzypern wird der Tag als Feiertag begangen.

## Atatürks Geburtstag
Atatürk wurde 1881 geboren. Sein Geburtstag ist unbekannt. In einer seiner Ansprachen erklärte er, dass er den 19. Mai als seinen Geburtstag ansieht in Referenz zum Beginn der Nationalbewegung 1919.

## Media
Gençlik Marşı (Jugendhymne) "Dağ Başını Duman Almış"ⓘ